# NGC 1026
NGC 1026 este o galaxie lenticulară situată în constelația Balena. A fost descoperită în 24 decembrie 1864 de către Albert Marth. Se află la o distanță de 58,9 de megaparseci de Pământ.